# Zero Dark Thirty
Zero Dark Thirty är en amerikansk actionfilm från 2012 i regi av Kathryn Bigelow och med manus av Mark Boal, den Oscarbelönade duon bakom The Hurt Locker. Filmen handlar om USA:s jakt på Usama bin Ladin och har Jessica Chastain, Jason Clarke, Joel Edgerton, Mark Strong, Kyle Chandler, Chris Pratt och Fares Fares i några av rollerna. 
Filmen har fått kritik för dess tortyrscener och skapat politiska debatter om den verkliga konflikten.
Trots kritiken blev Zero Dark Thirty en succé och fick fem Oscarnomineringar för bästa film, bästa kvinnliga huvudroll (Jessica Chastain), bästa originalmanus, bästa ljudredigering och bästa klippning, varav den vann för bästa ljudredigering (tillsammans med Skyfall). William Goldenberg, en av filmens klippare, hade turen att vinna en Oscar i alla fall för Argo.

## Rollista
CIA
- Jessica Chastain – Maya[7]
- Jason Clarke – Dan
- Jennifer Ehle – Jessica
- Mark Strong – George[7]
- Kyle Chandler – Joseph Bradley
- James Gandolfini – Chefen för CIA
- Harold Perrineau – Jack
- Mark Duplass – Steve
- Fredric Lehne – 'The Wolf'
- John Barrowman – Jeremy
- Jessie Collins – Debbie
- Édgar Ramírez – Larry
- Fares Fares – Hakim
- Scott Adkins – John

Amerikanska flottan
- Joel Edgerton – Patrick
- Chris Pratt – Justin
- Callan Mulvey – Saber
- Taylor Kinney – Jared
- Frank Grillo – DEVGRU befälhavare
- Christopher Stanley – Vice Admiral Bill McRaven

Övriga roller
- Stephen Dillane – Presidentens nationella säkerhetsrådgivare
- Mark Valley – C-130 pilot
- Reda Kateb – Ammar al-Baluchi
- Homayoun Ershadi – Hassan Ghul
- Yoav Levi – Abu Farraj al-Libbi
- Ricky Sekhon – Usama bin Ladin